# Mare de Déu del Remei d'Argentera
La Mare de Déu del Remei d'Argentera és una església del municipi de Vilanova de Meià (Noguera) inclosa en l'Inventari del Patrimoni Arquitectònic de Catalunya.
Es troba a l'antic veïnat d'Argentera, al sud del terme municipal, damunt un replà a la confluència del riu Boix i el barranc d'Argentera o del Pipó.

## Història
Fou l'església del terme d'Argentera i depengué del priorat de Meià fins a la desamortització eclesiàstica. Es troba documentada per primer cop l'any 1068 que el prevere Eldomar dona facultats als seus marmessors per distribuir els seus béns, entre els quals hi havia la meitat d'una vinya i la meitat d'un molí situats a Argentera. L'església apareix per primer cop en un capbreu del 1137 on es troben les propietats del monestir, en el qual consta que Santa Maria de Meià tenia en el castell d'argentera uns molins, diversos horts i oliveres i l'església. No se sap quan el monestir en rebé la donació. Les funcions parroquials i l'advocació antiga es confirmen l'any 1315, quan el visitador de l'arquebisbe de Tarragona inspecciona el temple i la parròquia. Tenia com a sufragània l'església del lloc de Gàrzola. A mitjan segle xvii Roig i Jalpí la definia com «Nuestra Señora de Argentera. Es parroquial». També cita una església de «Nuestra Señora del Rosario, junto al Castillo de argentera».

## Arquitectura
És una església d'una sola nau coberta amb una volta de canó de perfil apuntat i reforçada per tres arcs torals també de perfil apuntat. Aquests arcs arrenquen de permòdols, al costat dels quals també es veuen restes d'impostes bisellades d'estructures d'arcs anteriors o no construïts. L'arc toral de llevant obre l'espai presbiteral de la capçalera. Fins al segon arc toral (des de ponent) la volta és de reble i lloses sense treballar, col·locades en plec de llibre i a partir d'aquí la volta és de carreus ben tallats i polits, i arrenca d'una imposta. Aquest sector de ponent correspon a la fase més antiga de la construcció conservada; s'hi obre una porta i una finestra molt rústega de doble esqueixada amb arc de mig punt. L'aparell d'aquest sector és de carreuó poc polit, disposat en filades irregulars però uniformes. La capçalera és formada per un absis semicircular encarat a llevant, alterat per la construcció d'un cambril, precedit per un arc presbiteral en degradació; els brancals han estat modificats per la construcció de dues capelles que defineixen una mena de capçalera trevolada. La capella nord, obrada amb carreus ben tallats i polits com la major part del sector de llevant, és coberta amb volta de canó apuntat mentre que la capella sud és coberta amb volta de canó semicircular i l'aparell és molt més irregular. El sector de llevant de la nau té els murs més engruixits que el de ponent. A la façana sud s'obre una porta amb arc de mig punt construït amb dovelles ben tallades que és a la base d'un campanar d'espadanya de dos ulls, molt alterat posteriorment. Les façanes no tenen ornamentació, llevat de l'absis on hi ha un ràfec format per una motllura bisellada.
Es distingeixen dues etapes constructives diferents. La més antiga correspon al sector de ponent, datable probablement dins el segle xii o la darreria del segle xi, però lluny de les formes llombardes. La capçalera i tot el sector de llevant fou substituïda i ampliada per l'absis actual, datable al segle xiii, ja prop del gòtic, i que hauria estat modificada més tard amb les dues capelles.